# SN 2009lz
SN 2009lz – supernowa typu II-P odkryta 25 września 2009 roku w galaktyce A001259+1441. W momencie odkrycia miała maksymalną jasność 18,80m.